# Lawen Redar
 (novembre 2022).
Lawen Redar, née le 29 septembre 1989 dans la paroisse de Sundbyberg, comté de Stockholm, est une politicienne suédoise social-démocrate.

## Biographie
Lawen Redar nait le 29 septembre 1989 dans la paroisse de Sundbyberg, comté de Stockholm Ses parents sont kurdes et sont arrivés en Suède dans les années 1980 en provenance d'Irak et d'Iran. Elle a travaillée pour l'association Save the Children Sweden et à la Mission municipale de Stockholm. Elle a fait l'objet de reportages sur la question de la législation sur le consentement, sur la criminalité dans les zones résidentielles à risque et, sur les crimes d'honneur et la législation contre les voyages terroristes,,.
Lawen Redar entre au Riksdag en tant que suppléante du Premier ministre Stefan Löfven puis, en devient membre titulaire le 1er octobre 2015. Elle est membre du comité de la Commission des affaires culturelles. Depuis l'élection de 2018,  elle est porte-parole des sociaux-démocrates en matière de politique culturelle. Elle appartient à l'aile gauche des sociaux-démocrates et est en faveur d'une taxation progressive du capital.